# Pellenes modicus
Pellenes modicus là một loài nhện trong họ Salticidae.
Loài này thuộc chi Pellenes. Pellenes modicus được Wanda Wesołowska & Anthony Russell-Smith miêu tả năm 2000.